# Morwa
Morwa est une ville du Botswana.